# محاولة انقلاب 1977 في السودان
كانت محاولة انقلاب جوبا السودانية لعام 1977م بمثابة انقلاب فاشل قاده 12 من أفراد القوات الجوية الذين كانوا في السابق أعضاء في أنانيا .
تختلف المواصفات الدقيقة لمحاولة هذا الانقلاب وأنها كانت تميل إلى الإستيلاءعلى المطار.
كانت القيادة السياسية للانقلاب المؤلفة من أعضاء المجلس التنفيذي الأعلى (جوزيف أودوهو، وبنيامين أكوك، وملاث جوزيف) قد أعتقلت من قبل وتشير بعد المصادر إلى أن هذه المجموعة حاولت اقتحام سجن جوبا لإطلاق سراح القيادة الموقوفة للجماعة.
قُتل (هارولد بومان ) وهو طيار كان يبلغ من العمر 30 عامًا يعمل مع شركة ( Africa Inland Mission) أثناء قيادته الركاب إلى مطار جوبا أثناء إطلاق النار.